# Goose house
Goose house是由日本一群创作歌手所组成的音乐团体，最初经过索尼（Sony）產品「Walkman」的宣传企划「Play You. House」选出，至企划结束后更名为「Goose house」，由相同成员以乐团形式持续演出。乐团名称来自随着季节迁徙的雁，引申为期待以群体的力量投入其中。
2018年11月26日，工藤秀平、竹渕慶、マナミ、沙夜香、渡邊修平五人以「從HOUSE離巢」的形式表示退出Goose House，並以工藤秀平、マナミ、沙夜香、渡邊修平四人為核心成員組成Play.Goose（Play You. House + Goose house），每期會請不同的新舊成員參與直播。

## 概要
成員經由Sony產品「Walkman」的宣傳企劃「Play You. House」而相識，在企劃節目結束的同時建立了樂團。其大多數成員為創作歌手出身。
樂團名稱來自隨著季節遷徙的鵝，引申為期待以群體的力量投入其中。
樂團發表的影片會上傳至Ustream和YouTube等網站，包括樂團的原創曲、翻唱曲影片等。此外，也推出專輯，並參與各地的現場演出。於Play You. House時期隔週的Ustream Live則依舊存在，不過原本定期的時間改為不定期。

## 发展历史

### Play You. House 时期
在此之前以“Play You. House”的名义参与表演，直到活动结束后，名称变更为“Goose house”，由相同成员投入乐团。該樂團的活跃时间为2010年6月 ~ 2011年3月。

### 2011年
- 4月1日：重启YouTube频道，再度上传自身的乐曲表演。另外，除了沿用Play You. House时期即使用的官方twitter之外，亦新增乐团的Facebook。[3]
- 5月9日：鹅屋首次搬家，并于Ustream上再次开始现场演出。此外，活动场所自PlayYou.House时期以来实际地点皆未公开。
- 6月26日：《Goose house Phrase #1》发行。[4]
- 10月1日：来自組合「ANNY PUMP」的マナミ加入。
- 10月15日：新成员沙夜香加入。
- 10月26日：齐藤ジョニー从环球音乐发行了首张完整专辑《I'm Johnny》，这也是Goose house成员的第一张独奏专辑。
- 11月13日：《Goose house Phrase #2 Sky》发行。[5]
- 12月10日：Play You. House时期属于K.K组的木村正英毕业。

### 2012年
- 5月：举办组成一周年的纪念LIVE活动。
- 5月23日：首张完整专辑《Goose house Phrase #03 Wandering》发行，取得单日Oricon公信榜专辑第七名。
- 5月26日：齐藤ジョニー毕业。
- 6月23日：新成员渡边修平加入。
- 10月1日：首张专辑的歌曲被游戏“绝对☆星”（ゼッタイ☆スター）选为主题曲，自1日Android版、16日iOS版起开始下载。
- 10月19日：在FM NACK5的广播节目《Midnight Rock City+R》首次担任主持人。[6]
- 10月24日：《Goose house Phrase #4 Beautiful Life》发行。参与的由YUI担任制作人的音乐专辑《SHE LOVES YOU》于同日发售。

### 2013年
- 1月：举行乐团首次巡回演唱会，从1月27日至2月24日止，于名古屋、大阪、横滨开唱。
- 2月14日：进行日本歌手和亚洲歌手的创作活动、与支持向全球发展的录音设施“YouTube Space Tokyo”，公开其介绍影片的背景音乐启用乐团歌曲《CHANGE!!》。
- 3月20日：《Goose house Phrase #5 サクラへ》和《Goose house Phrase #6 この指とまれ》同时配信。
- 3月31日：神田莉绪香毕业。
- 4月2日：齐藤ジョニー复出。
- 7月24日：Goose house第七张专辑《Goose house Phrase #7 Soundtrack?》 中的《真夏のミッション》、《永遠の八月》先行配信。
- 7月30日：Goose house第七张专辑《Goose house Phrase #7 Soundtrack?》发行。
- 8月19日 - 10月27日：《Soundtrack?》 现场巡演在名古屋、大阪、福冈、东京进行。
- 11月13日：出演フリービット株式会社・freebit mobile《让我们走向自由的目的地》 TVCM。

### 2014年
- 2月19日：《Goose house Phrase #8 オトノナルホウヘ→/ 恋はヒラひらり》发行，其中《オトノナルホウヘ→》被选作为TV动画《银之匙》第2期ED。
- 3月5日：Goose house连同索尼音乐共同企划「Goose house×Sony Music Records Inc.」将发行竹渕庆的个人专辑《KEI's 8》。
- 3月8日 - 3月16日：Goose house作为特别嘉宾主演了由剧团TEAM-ODAC制作的舞台剧《真っ白な図面とタイムマシン》。
- 4月26日、29日：Goose house分别于福岛、东京举办片平里菜特别现场音乐会。
- 4月30日：d-iZe毕业，此外渡边修平与LUHICA演奏《君と踊ろう》。
- 6月21日：マナミ于代官山LOOP举办 SOLO Live《Stroke Time》。
- 7月15日：由 Goose house 提供原案的舞台剧《真っ白な図面とタイムマシン》小说化，作者是笠原哲平。
- 8月9日 - 9月15日：Goose house Live Tour 2014于名古屋、福冈、大阪、札幌、东京开启巡回演出。
- 10月24日：Goose house Youtube频道关注数突破100万。
- 10月26日：竹泽汀于东京キネマ俱乐部举办 SOLO Live 2014《Autumn and Winter》。
- 11月19日：发行單曲《Goose house Phrase #9 光るなら》与动漫《四月是你的谎言》限定版专辑。同时《光るなら》被选为TV动画《四月是你的谎言》的OP1。在专辑发布当天，获得iTunes歌曲部、动漫音乐部、音乐视频部一等奖。
- 11月26日：《光るなら》在日本电视台闹钟电视发布特辑。

### 2015年
- 2月4日：专辑《Goose house Phrase #11 Bitter》曲目《ハルノヒ -合唱-》先行配信。
- 2月18日：专辑《Goose house Phrase #10 Milk》曲目《コバルトの街》先行配信。
- 2月25日：两张专辑《Goose house Phrase #10 Milk》、《Goose house Phrase #11 Bitter》同时发行。
- 4月18日：Goose house在UStream进行现场直播，并抽选150名幸运观众奖励《Milk》和《Bitter》 特典。
- 4月29日 - 6月13日：『GOOSE HOUSE LIVE TOUR 2015』于东京、大阪、名古屋、札幌开启巡回演出。
- 7月11日：竹泽汀SOLO LIVE 「ソラの部屋」（恵比寿ガーデンプレイス STUDIO38）
- 7月12日：渡边修平作为嘉宾出现于福冈表演的片平里菜的Live Tour中。
- 9月5日 ~ 9月6日：在日本都立国立高校文化祭上，三年级学生表演音乐剧「Goose house × 剧団TEAM-ODAC『真っ白な図面とタイムマシン』」。
- 12月2日：Goose house 成员齐藤ジョニー发布個人专辑《She is》。
- 12月9日：《Goose house Phrase #12 LOVE & LIFE》发行。
- 12月2日 - 12月10日：Goose house Live Tour 〜だって座れるんだもん〜 2015。

### 2016年
- 2月10日：竹泽汀迷你专辑《I Like》先行配信。
- 2月17日：竹泽汀迷你专辑《身から出た呗》发布。
- 4月下旬：Goose house搬家。
- 5月28日：搬家后首次在UStream上直播。为了纪念搬家，鹅屋演唱了出道作Sing。
- 7月6日：Goose house 成员的第一张个人合辑《恋爱小说と、通过列车と、1gのため息》发行。
- 8月10日:《Goose house Phrase #13 Fly High, So High》发行。
- 11月17日：竹澤汀在官方网站上宣布，为了专心发展自身的个人活动，决定翌年2月22日起从Goose house毕业。同时竹泽汀还宣布，Goose house将于2017年1月6日发行单曲，并于2月发布专辑。[7]

### 2017年
- 1月6日：《Goose house Phrase #14 屬於我們的自我》发行。
- 2月12日：竹泽汀作为乐队成员最后一次参加Goose house 公开演出。[8]
- 2月22日：《Goose house Phrase #15 HEPTAGON》发行，竹澤汀正式畢業。
- 6月17日：Goose house Youtube频道关注数突破200万。
- 11月22日：樂團最後一張單曲《Goose house Phrase #16 笑容的花朵》发行。

### 2018年
- 4月11日：樂團最後一張專輯《Goose house Phrase #17 Flight》發行。
- 11月26日：工藤秀平、竹渕慶、マナミ、沙夜香及渡邊修平於Live中宣布離團。
- 同日：上述成員中，工藤秀平、マナミ、沙夜香及渡邊修平為中心，以Play.Goose做為新的Project重新出發。
- 12月4日：成員的齊藤ジョニー三周以來首次更新自己的推特，正式說明自己並未加入新的Project。其中，也提到工藤秀平、竹渕慶、マナミ、沙夜香、ワタナベシュウヘイ五人已經與經紀公司「グースハウス株式会社」解除經紀合約。[9]

## 成員

### 成員列表
成員又被稱為居住於Goose house的「（居民）」。
| 藝名         | 讀音     | 出生日期 / 出身地            | 擅長樂器                                                          | 備註                         |
| 現役成員     | 現役成員 | 現役成員                     | 現役成員                                                          | 現役成員                     |
| ------------ | -------- | ---------------------------- | ----------------------------------------------------------------- | ---------------------------- |
| 齊藤ジョニー |          | 1987年10月27日 新潟縣上越市  | 吉他、貝斯、曼陀林、班卓琴、小提琴、 大提琴、三味線、口風琴、箱鼓 |                              |
| 已離開成員   |          |                              |                                                                   |                              |
| 關取花       |          | 1990年12月18日 神奈川縣      | 吉他                                                              | Play You. House成員          |
| 中村千尋     |          | 1988年6月15日 熊本縣八代市   | 吉他                                                              | Play You. House成員          |
| 木村正英     |          | 1988年6月14日 神奈川縣橫濱市 | 鋼琴                                                              |                              |
| 神田莉緒香   |          | 1992年3月26日 千葉縣浦安市   | 鋼琴、振動篩                                                      |                              |
| d-iZe        |          | 1984年11月4日 青森縣弘前市   | 鋼琴、小號                                                        | 首任團長                     |
| 竹澤汀       |          | 1991年6月19日 神奈川縣橫濱市 | 吉他、鋼琴、箱鼓、鼓、口風琴                                      |                              |
| 竹渕慶       |          | 1991年7月11日 東京都         | 主唱、直笛、鋼琴、口風琴、振動篩                                  |                              |
| 工藤秀平     |          | 1988年4月4日 神奈川縣橫濱市  | 吉他、口琴、卡祖笛、B-Box                                         | 前任團長。Play.Goose核心成員 |
| マナミ       |          | 1984年11月13日 千葉縣        | 吉他、鋼琴                                                        | Play.Goose核心成員           |
| 沙夜香       |          | 1986年5月12日 群馬縣         | 鋼琴、口風琴                                                      | Play.Goose核心成員           |
| 渡邊修平     |          | 1988年11月1日 大分縣日田市   | 吉他、貝斯                                                        | Play.Goose核心成員           |

### 組合
- signal（d-iZe、工藤秀平、竹澤汀）
- 849 (やしっく)（d-iZe、竹渕慶）
- Johnny Beans（d-iZe、齊藤ジョニー）
- 豆英 (まめひで)（d-iZe、木村正英）
- R25 (チームアダルト)（d-iZe、マナミ、沙夜香）
- なんだ神田 K.K.（神田莉緒香、工藤秀平、木村正英）
- ふぇあみり~（神田莉緒香、工藤秀平、マナミ）
- 1150 (ひとひとごーまる。)（神田莉緒香、齊藤ジョニー）
- ちーむプシュケ（神田莉緒香、竹澤汀、マナミ）
- ミニマム（神田莉緒香、マナミ）
- シュニー（工藤秀平、齊藤ジョニー）
- THE マジック（工藤秀平、齊藤ジョニー、マナミ）
- ONDOSA（工藤秀平、竹澤汀）
- チームパーティーやらない?（工藤秀平、竹澤汀、マナミ）
- トゥットゥットゥッ（工藤秀平、竹澤汀、渡邊修平）
- SMXL（工藤秀平、マナミ、渡邊修平）
- お兄さんお姉さん（工藤秀平、沙夜香）
- NO NAME（工藤秀平、沙夜香、渡邊修平）
- しゅうへいず（工藤秀平、渡邊修平）
- チーム左寄り（竹渕慶、齊藤ジョニー、竹澤汀）
- わっしー（竹渕慶、竹澤汀、マナミ）
- あめちゃんず（竹渕慶、竹澤汀、沙夜香）
- Goose house の 2 人（竹渕慶、マナミ）
- チームパワフルモリモリ（竹渕慶、マナミ、渡邊修平）
- 大人の余裕（齊藤ジョニー、沙夜香、渡邊修平）
- ハニー（齊藤ジョニー、關取花）
- ちーむプシュケ（竹澤汀、マナミ、沙夜香）
- チームおじさんおばさん（マナミ、渡邊修平）

## Streaming Live活動
Goose house於每個月皆會在YouTube頻道上（第79回以前使用Ustream頻道）進行Streaming Live的網路直播演唱會。每次直播的時間約2~3小時不等，演唱內容多為以不插電形式翻唱當下熱門J-pop、K-pop流行音樂、動畫歌曲、傳統演歌、歐美歌曲等。因直播為不插電形式，翻唱時通常會有別於原唱的風格詮釋出獨特的曲風。除了翻唱曲目以外，Goose house不時也會於直播中演唱原創歌曲，並在Streaming Live結束後，重新錄製Streaming Live所演唱的曲目並上傳至YouTube頻道。目前YouTube頻道上所有影片的觀看次數已經突破十二億人次。

## Ustream及Youtube公開歌曲

### 原创歌曲
| 曲名                                       | 作品代码   | 出版者                | 权利者/著作者/作词/作曲/艺术家 |
| １８歳                                     | 197-2151-0 | グースハウス 株式会社 | Goose house                    |
| ＡＬＴＡＩＲ～言えずのＩ ＬＯＶＥ ＹＯＵ～ | 705-0822-4 | グースハウス 株式会社 | Goose house                    |
| ＤＥＡＲ ＭＹ ＦＲＩＥＮＤ                 | 706-9977-1 | グースハウス 株式会社 | Goose house                    |
| ＬＯＶＥ＆ＬＩＦＥ                         | 214-7584-9 | グースハウス 株式会社 | Goose house                    |
| ＭＵＳＩＣ～涙の虹～                       | 225-4725-8 | グースハウス 株式会社 | Goose house                    |
| Ａ・Ｃ・Ｔ・Ｉ ＯＮ                        | 705-2468-8 | グースハウス 株式会社 | Goose house                    |
| あの日の歌                                 | 225-4731-2 | グースハウス 株式会社 | Goose house                    |
| 今、走れ！                                 | 708-2255-7 | グースハウス 株式会社 | Goose house                    |
| 言わせないでよ                             | 705-2473-4 | グースハウス 株式会社 | Goose house                    |
| 永遠の八月                                 | 708-1506-2 | グースハウス 株式会社 | Goose house                    |
| オトノナルホウヘ→                          | 709-1420-6 | グースハウス 株式会社 | Goose house                    |
| 君に拍手を                                 | 225-4728-2 | グースハウス 株式会社 | Goose house                    |
| グッドモーニング                           | 708-2216-6 | グースハウス 株式会社 | Goose house                    |
| 恋するＭＥＲＲＹ－ＧＯ－ＲＯＵＮＤ         | 207-7293-9 | グースハウス 株式会社 | Goose house                    |
| 恋と雨                                     | 225-4724-0 | グースハウス 株式会社 | Goose house                    |
| 恋はヒラひらり                             | 198-8646-2 | グースハウス 株式会社 | Goose house                    |
| ここにいるよ                               | 708-2220-4 | グースハウス 株式会社 | Goose house                    |
| この指とまれ                               | 707-1637-4 | グースハウス 株式会社 | Goose house                    |
| コバルトの街                               | 207-7294-7 | グースハウス 株式会社 | Goose house                    |
| 五線譜の空                                 | 708-2253-1 | グースハウス 株式会社 | Goose house                    |
| ごはんを食べよう                           | 708-2221-2 | グースハウス 株式会社 | Goose house                    |
| サクラへ                                   | 707-1638-2 | グースハウス 株式会社 | Goose house                    |
| サンタクロース                             | 707-1673-1 | グースハウス 株式会社 | Goose house                    |
| シオン                                     | 207-4315-7 | グースハウス 株式会社 | Goose house                    |
| セダンガール                               | 207-4314-9 | グースハウス 株式会社 | Goose house                    |
| タイムマシン                               | 708-2233-6 | グースハウス 株式会社 | Goose house                    |
| たとえば、君が死んだら                     | 706-3126-3 | グースハウス 株式会社 | Goose house                    |
| トーキョー・シティ                         | 207-4313-1 | グースハウス 株式会社 | Goose house                    |
| ドミノエフェクト                           | 207-4310-6 | グースハウス 株式会社 | Goose house                    |
| 猫のプシュケ                               | 705-0829-1 | グースハウス 株式会社 | Goose house                    |
| ハルノヒ－合唱－                           | 207-4311-4 | グースハウス 株式会社 | Goose house                    |
| バースデーソング                           | 705-0826-7 | グースハウス 株式会社 | Goose house                    |
| バーチャル＃９                             | 197-2148-0 | グースハウス 株式会社 | Goose house                    |
| ぱっつん                                   | 705-3160-9 | グースハウス 株式会社 | Goose house                    |
| 光るなら                                   | 711-1304-5 | グースハウス 株式会社 | Goose house                    |
| 風船                                       | 225-3194-7 | グースハウス 株式会社 | Goose house                    |
| ふたつの月                                 | 708-2235-2 | グースハウス 株式会社 | Goose house                    |
| 冬のエピローグ                             | 711-3515-4 | グースハウス 株式会社 | Goose house                    |
| 僕らだけの等身大                           | 225-2746-0 | グースハウス 株式会社 | Goose house                    |
| 待宵草                                     | 705-2474-2 | グースハウス 株式会社 | Goose house                    |
| 真夏のミッション                           | 708-2266-2 | グースハウス 株式会社 | Goose house                    |
| 未来の足跡                                 | 207-4316-5 | グースハウス 株式会社 | Goose house                    |
| 胸騒ぎナビゲーション                       | 705-0828-3 | グースハウス 株式会社 | Goose house                    |
| 笑ったままで                               | 207-7298-0 | グースハウス 株式会社 | Goose house                    |
| 悪い王様のお話                             | 225-4729-1 | グースハウス 株式会社 | Goose house                    |
| ”ＪＵＳＴ ＦＲＩＥＮＤＳ”？                | 197-2153-6 | グースハウス 株式会社 | Goose house                    |
| ３／４                                     | 708-2181-0 | グースハウス 株式会社 | Goose house                    |
| ＡＬＬ ＭＹ ＬＯＶＥ                       | 225-4726-6 | グースハウス 株式会社 | Goose house                    |
| ＢＥＡＵＴＩＦＵＬ ＬＩＦＥ                | 706-6621-1 | グースハウス 株式会社 | Goose house                    |
| ＢＥＳＴ ＦＲＩＥＮＤ                      | 715-5038-1 | グースハウス 株式会社 | Goose house                    |
| ＣＨＡＮＧＥ！！                           | 706-6622-9 | グースハウス 株式会社 | Goose house                    |
| ＣＯＬＯＲ                                 | 705-2469-6 | グースハウス 株式会社 | Goose house                    |
| ＤＡＹＳ                                   | 705-2470-0 | グースハウス 株式会社 | Goose house                    |
| ＥＸＴＲＡ                                 | 708-2194-1 | グースハウス 株式会社 | Goose house                    |
| ＦＬＹ ＨＩＧＨ，ＳＯ ＨＩＧＨ             | 715-5037-2 | グースハウス 株式会社 | Goose house                    |
| ＨＵＭＭＩＮＧ ＢＩＲＤ                    | 207-4312-2 | グースハウス 株式会社 | Goose house                    |
| Ｌ．Ｉ．Ｐ’Ｓ                              | 207-7297-1 | グースハウス 株式会社 | Goose house                    |
| ＮＯＮＳＴＯＰ！ＪＯＵＲＮＥＹ             | 214-7588-1 | グースハウス 株式会社 | Goose house                    |
| ＰＥＲＦＵＭＥ                             | 207-7295-5 | グースハウス 株式会社 | Goose house                    |
| ＰＨＯＴＯＧＲＡＰＨ                       | 705-0824-1 | グースハウス 株式会社 | Goose house                    |
| ＰＯＰ ＵＰ！                              | 207-7296-3 | グースハウス 株式会社 | Goose house                    |
| ＳＩＮＧ                                   | 196-5608-4 | グースハウス 株式会社 | Goose house                    |
| ＳＫＹ                                     | 705-2471-8 | グースハウス 株式会社 | Goose house                    |
| ＴＥＥＮＳ                                 | 197-2152-8 | グースハウス 株式会社 | Goose house                    |
| ＶＯＩＣＥ                                 | 705-2472-6 | グースハウス 株式会社 | Goose house                    |
| ＹＯＵ                                     | 225-4723-1 | グースハウス 株式会社 | Goose house                    |
| 笑顔の花                                   | 232-5302-9 | グースハウス 株式会社 | Goose house                    |
| 何もかも有り余っているこんな時代でも       | 232-8318-1 | グースハウス 株式会社 | Goose house                    |
| Ｉ ＣＯＭＥ ＢＡＣＫ ＴＯ ＹＯＵ           | 232-8319-0 | グースハウス 株式会社 | Goose house                    |

| 曲名                           | 作品代码   | 出版者                | 权利者/著作者/作词/作曲/艺术家 |
| ありがとう                     | 199-2083-1 | グースハウス 株式会社 | 竹渕 慶                        |
| ごめんねなんて言わない         | 199-2090-3 | グースハウス 株式会社 | 竹渕 慶                        |
| ドロシー                       | 199-2086-5 | グースハウス 株式会社 | 竹渕 慶                        |
| 泣かないのは、もう             | 222-1854-8 | グースハウス 株式会社 | 竹渕 慶                        |
| ブルーラブソング               | 199-2084-9 | グースハウス 株式会社 | 竹渕 慶                        |
| 舞花～ＭＹ ＦＬＯＷＥＲ～      | 199-2093-8 | グースハウス 株式会社 | 竹渕 慶                        |
| ＣＯＴＴＯＮ ＳＮＯＷ          | 199-2087-3 | グースハウス 株式会社 | 竹渕 慶                        |
| ＭＥＲＭＡＩＤ                 | 199-2089-0 | グースハウス 株式会社 | 竹渕 慶                        |
| あらすじ                       | 217-3766-5 | グースハウス 株式会社 | 竹澤 汀                        |
| ずるいよ！                     | 222-1856-4 | グースハウス 株式会社 | 竹澤 汀                        |
| ミッシェル                     | 217-3763-1 | グースハウス 株式会社 | 竹澤 汀                        |
| ひだまり                       | 222-1861-1 | グースハウス 株式会社 | 沙夜香                         |
| 失くした恋の忘れ方             | 222-1857-2 | グースハウス 株式会社 | 工藤 秀平                      |
| ２５時のシンデレラ             | 222-1859-9 | グースハウス 株式会社 | マナミ                         |
| 年上の彼女                     | 222-1851-3 | グースハウス 株式会社 | ワタナベ シュウヘイ            |
| ＭＵＳＩＣ，ＷＩＮＤ＆ＦＩＲＥ | 215-6584-8 | グースハウス 株式会社 | 齊藤 ジョニー                  |
| 君が２０歳になったら           | 215-6574-1 | グースハウス 株式会社 | 齊藤 ジョニー                  |
| 靴下を買いに                   | 215-6572-4 | グースハウス 株式会社 | 齊藤 ジョニー                  |
| 月に吠える                     | 215-6580-5 | グースハウス 株式会社 | 齊藤 ジョニー                  |
| 放課後ヒロイン                 | 715-9076-5 | グースハウス 株式会社 | 齊藤 ジョニー                  |

### 翻唱歌曲
PlayYou.House時期的翻唱歌曲並未列入此列表中。

### 圣诞曲
- Winter wonderland（竹渕慶・神田莉緒香・竹澤汀）（2011年）
- We Wish You a Merry Christmas（2012年）
- Christmas Songs 2013（2013年）
- I Saw Mommy Kissing Santa Claus（2014年）
- Santa Claus is Coming to Town（2015年）
- Goose house Christmas Medley & Message（2016年）
- Sleigh Ride（Cover with Goose house）Christmas Song（2017年）

## Goose house of the Year
以当年发表于YouTube的翻唱歌曲中，让歌迷投票的排名活动。一般于12月初开始先行投票十天选出10首最受欢迎的歌曲，在HOY直播期间再次进行投票分出排名。

### 2011年（12.10）
- 1位 手をたたけ/NICO Touches the Walls
- 2位 小さな恋のうた/Mongol800
- 2位 AM11:00/HY
- 4位 いいんですか?/RADWIMPS
- 4位 ソラニン/ASIAN KUNG-FU GENERATION
- 6位 チキンライス/浜田雅功と槙原敬之
- 7位 Gee/少女时代
- 8位 100万回の「I love you」/Rake
- 9位 センチメンタル/平井坚
- 10位 CRAZY FOR YOU/Kylee

### 2012年（12.15）
- 1位 今夜はブギーバック/スチャダラパー feat 小沢健二
- 2位 歩いていこう/いきものがかり
- 3位 彩り/Mr.Children
- 4位 フライングゲット/AKB48
- 5位 爱をこめて花束を/Superfly
- 6位 ルージュの伝言/荒井由実
- 7位 The Beginning/ONE OK ROCK
- 8位 君の知らない物语/supercell
- 9位 いとしすぎて duet with Tiara/KG
- 10位 LIFE/YUI

### 2013年（12.21）
- 1位 come again/m-flo
- 2位 恋するフォーチュンクッキー/AKB48
- 3位 C.h.a.o.s.m.y.t.h./ONE OK ROCK
- 4位 高岭の花子さん/back number
- 5位 明日への扉/I WiSH
- 6位 カントリー・ロード/本名阳子
- 7位 初日/AKB48 チームB
- 8位 スターラブレイション/ケラケラ
- 9位 めざせポケモンマスター/松本梨香
- 10位 おしゃかしゃま/RADWIMPS

### 2014年（12.20）
- 1位 笑颜/いきものがかり
- 2位 奏/スキマスイッチ
- 3位 ミュージック・アワー/ポルノグラフィティ
- 4位 NOW ON AIR/赤い公园
- 5位 何度でも/DREAMS COME TRUE
- 6位 有心论/RADWIMPS
- 7位 年下の男の子/キャンディーズ
- 8位 ラムのラブソング/松谷祐子
- 9位 日々/吉田山田（因d-iZe毕业未能到场，没有表演这首）
- 10位 ミュージック/サカナクション

### 2015年（12.26）
- 1位 SUN/星野源
- 2位 さよならの前に/AAA
- 3位 シュガーソングとビターステップ/UNISON SQUARE GARDEN
- 4位 魔法の料理 〜君から君へ〜/BUMP OF CHICKEN
- 5位 おジャ魔女カーニバル!!/MAHO堂
- 6位 ディスコの神様 feat.藤井隆/tofubeats
- 7位 ひまわりの约束/秦基博
- 8位 いつでも谁かが/上々台风
- 9位 Wherever you are/ONE OK ROCK
- 10位 ワタリドリ/[Alexandros]

### 2016年（12.24）
- 1位 恋/星野源
- 2位 あの纸ヒコーキ くもり空わって/19
- 3位 前前前世/RADWIMPS
- 4位 にじいろ/绚香
- 5位 心の瞳/坂本九
- 6位 オドループ/フレデリック
- 7位 雨やどり/さだまさし
- 8位 サイレントマジョリティー/欅坂46
- 9位 ハッピーサマーウェディング/モーニング娘。
- 10位 SHIKIBU feat 阿波の踊り子/レキシ

### 2017年（12.23）
- 1位 明日があるさ／坂本九
- 2位 風に吹かれても／欅坂46
- 3位 決意の朝に／Aqua Timez
- 4位 TT -Japanese ver.-／TWICE
- 5位 真赤／My Hair is Bad
- 6位 渡月橋 〜君 想ふ〜／倉木麻衣
- 7位 打上花火／DAOKO × 米津玄師
- 8位 ノンフィクション／平井堅
- 9位 orion／米津玄師
- 10位 RAIN／SEKAI NO OWARI

## 演唱會

### Goose house演唱會
- 69億中的679人 和672人的你們見面（69億分の679人 672人のあなたに会いたい）

原宿QUEST HALL（2011年6月26日日夜2回公演）
- Sky

原宿QUEST HALL（2011年11月13日）
- Goose house 1st Anniversary Live

日本橋三井HALL（2012年5月13日）
- Goose house in OSAKA

ESAKA MUSE（2012年8月4日）
- Beautiful Life

duo MUSIC EXCHANGE（2012年10月21日）
- The Goose house in NAGOYA

THE BOTTOM LINE（2013年1月27日）
- The Goose house in OSAKA

BIG CAT（2013年2月9日）
- The Goosehouse in YOKOHAMA

横濱BLITZ（2013年2月24日）
- Goose house Live Tour 2013 Soundtrack?

名鐵HALL（2013年8月17日）
BIG CAT（2013年9月15日）
DRUM LOGOS（2013年9月21日）
日本橋三井HALL（2013年10月26日、27日）
- GOOSE HOUSE LIVE TOUR 2014

2014年8月9日（名古屋ダイアモンドホール）
2014年8月16日（福岡 DRUM LOGOS）
2014年9月7日（なんばHatch）
2014年9月13日（Zepp Sapporo）
2014年9月15日（東京国際フォーラム）
- Goose house Live Tour 2015

2015年4月29日（Zepp DiverCity）
2015年5月2日（Zepp Fukuoka）
2015年5月6日（なんばHatch）
2015年5月31日（Zepp Nagoya）
2015年6月13日（Zepp Sapporo）
- Goose house Live Tour 〜だって座れるんだもん〜 2015

2015年12月2日（愛知県芸術劇場）
2015年12月8日（フェスティバルホール）
2015年12月10日（東京国際フォーラム・ホールA）
- 齊藤ジョニーSolo One Man Live

2016年1月30日（STAR LOUNGE）
2016年2月4日（Music Club JANUS）
2016年2月11日（仙台PARK SQUARE）
- Goose house Live Tour 2017〜 はじまり、はじまりツアー 〜

2017年1月6日（新潟県民会館 大ホール）
2017年1月8日（大阪国際会議場（グランキューブ大阪）メインホール）
2017年1月9日（神戸国際会館こくさいホール）
2017年1月13日（広島文化学園HBGホール）
2017年1月14日（福岡市民会館 ）
2017年1月21日（ニトリ文化ホール）
2017年1月28日（仙台市民会館 大ホール  ）
2017年2月1日（名古屋国際会議場 センチュリーホール  ）
2017年2月12日（京国際フォーラム・ホールA ）
- Goose house Live House Tour 2017

2017年11月22日（Zepp DiverCity）
2017年12月6日（なんばHatch）

### 演出演唱會
- LIVE&PIECE 3rd -在柬埔寨的藝術選項-（LIVE&PIECE 3rd -カンボジアにアートという選択肢を-）
澀谷Glad（2011年6月17日）
- 初夏的音樂祭（初夏の音楽祭）
音靈 OTODAMA SEA STUDIO （2012年7月13日）
- 日本工學院 Support 在海邊支持的太郎！ 2011（日本工学院 Support 海で裏付け太郎！ 2011）
音靈 OTODAMA SEA STUDIO （2011年8月20日）
- 嶽温泉 丑湯節
嶽温泉 丑湯節 特設舞台（2012年7月27日）/ d-iZe、竹澤汀、工藤秀平
- 高專祭 - 松江工業高等專門學校
島根縣民會館（2012年10月9日）
- 嶽温泉 丑湯節
嶽温泉 丑湯節 特設舞台（2013年7月21日）/ d-iZe、齊藤ジョニー

- 海邊集合！2013（海に集まれ！2013）

音靈 OTODAMA SEA STUDIO（2013年8月12日）
- OTODAMA 空FES 2014 : ダイバーシティ東京 H.L.N.A SKYGARDEN 野外ステージ（2014年10月24日）

- YouTube Space Tokyo 2周年記念イベント: Youtube Space Tokyo（2015年2月20日）
- 旅祭2015 : お台場・潮風公園／太陽の広場 野外特設会場（2015年10月4日）
- NUMBER SHOT 2016 : 海の中道海浜公園野外劇場（2016年7月23日）
- 旅祭2016 : お台場・潮風公園／太陽の広場 野外特設会場（2016年8月11日）
- 2016無懼音樂季
台灣台中文心森林公園暨圓滿戶外劇場（2016年8月28日）[401][402]
- 旅祭2017 : 幕張海浜公園 Gブロック 野外特設会場（2017年9月3日）

### 組合演唱會
|               | 地点                 | 成员                                           | 时间                            |
| Unit Live #01 | （青山月見ル君想フ） | d-iZe、竹渕慶                                  | 2011年10月2日                   |
| Unit Live #02 | （青山月見ル君想フ） | 齊藤ジョニー、d-iZe                            | 2011年12月23日                  |
| Unit Live #03 | （青山月見ル君想フ） | 工藤秀平、d-iZe、竹澤汀                        | 2012年1月14日・15日             |
| Unit Live #04 | （青山月見ル君想フ） | マナミ、竹澤汀、竹渕慶、神田莉緒香、沙夜香     | 2012年2月4日・5日               |
| Unit Live #05 | （青山月見ル君想フ） | 竹渕慶、工藤秀平、神田莉緒香                   | 2012年3月10日                   |
| Unit Live #06 | （青山月見ル君想フ） | d-iZe、沙夜香、マナミ、齊藤ジョニー            | 2012年4月21日                   |
| Unit Live #07 | （青山月見ル君想フ） | d-iZe、竹渕慶、神田莉緒香                      | 2012年6月9日・10日              |
| Unit Live #08 | （青山月見ル君想フ） | 竹澤汀、神田莉緒香、マナミ                     | 2012年7月21日・22日             |
| Unit Live #09 | （青山月見ル君想フ） | 工藤秀平、竹澤汀、沙夜香、ワタナベシュウヘイ   | 2012年8月18日・19日/            |
| Unit Live #10 | （青山月見ル君想フ） | d-iZe、神田莉緒香、ワタナベシュウヘイ          | 2012年9月16日・17日             |
| Unit Live #11 | （青山月見ル君想フ） | d-iZe、竹渕慶、マナミ                          | 2012年11月3日・4日              |
| Unit Live #12 | （青山月見ル君想フ） | d-iZe、工藤秀平、ワタナベシュウヘイ            | 2012年12月8日・9日              |
| Unit Live #13 | （青山月見ル君想フ） | 沙夜香、竹澤汀、神田莉緒香、ワタナベシュウヘイ | 2013年1月12日・13日             |
| Unit Live #14 | （青山月見ル君想フ） | 竹澤汀、工藤秀平、マナミ                       | 2013年3月16日・17日             |
| Unit Live #15 | （青山月見ル君想フ） | 竹渕慶、マナミ、ワタナベシュウヘイ             | 2013年4月13日・14日             |
| Unit Live #16 | （青山月見ル君想フ） | 齊藤ジョニー、沙夜香、ワタナベシュウヘイ       | 2013年5月11日・12日             |
| Unit Live #17 | （青山月見ル君想フ） | d-iZe、竹渕慶、齊藤ジョニー                    | 2013年6月22日・23日             |
| Unit Live #18 | （青山月見ル君想フ） | d-iZe、工藤秀平、竹澤汀                        | 2013年7月27日・28日             |
| Unit Live #19 | （青山月見ル君想フ） | 工藤秀平、マナミ、齊藤ジョニー                 | 2013年11月2日・3日              |
| Unit Live #20 | （青山月見ル君想フ） | 竹渕慶、マナミ、ワタナベシュウヘイ             | 2013年12月14日・15日            |
| Unit Live #21 | （青山月見ル君想フ） | 齊藤ジョニー、沙夜香、ワタナベシュウヘイ       | 2014年1月11日・12日             |
| Unit Live #22 | （青山月見ル君想フ） | 工藤秀平、沙夜香、マナミ                       | 2014年2月15日・16日             |
| Unit Live #23 | （青山月見ル君想フ） | 齊藤ジョニー、マナミ、竹澤汀                   | 2014年3月21日（Shibuya eggman） |
| Unit Live #24 | （青山月見ル君想フ） | 竹渕慶、竹澤汀、沙夜香                         | 2014年4月19日・20日             |
| Unit Live #25 | （青山月見ル君想フ） | 工藤秀平、マナミ、ワタナベシュウヘイ           | 2014年5月24日・25日             |
| Unit Live #26 | （青山月見ル君想フ） | 工藤秀平、齊藤ジョニー、沙夜香                 | 2014年6月14日・15日             |
| Unit Live #27 | （青山月見ル君想フ） | 竹渕慶、マナミ、ワタナベシュウヘイ             | 2014年7月27日                   |
| Unit Live #28 | （青山月見ル君想フ） | 齊藤ジョニー、沙夜香、ワタナベシュウヘイ       | 2014年11月1日・3日              |
| Unit Live #29 | （青山月見ル君想フ） | 工藤秀平、竹澤汀、マナミ                       | 2014年12月6日・7日              |
| Unit Live #30 | （青山月見ル君想フ） | 工藤秀平、ワタナベシュウヘイ、齊藤ジョ         | 2015年2月14日・15日             |
| Unit Live #31 | （青山月見ル君想フ） | 工藤秀平、マナミ、ワタナベシュウヘイ           | 2015年3月21日・22日             |
| Unit Live #32 | （青山月見ル君想フ） | 工藤秀平、沙夜香、ワタナベシュウヘイ           | 2015年7月25日・26日             |
| Unit Live #33 | （青山月見ル君想フ） | 竹澤汀、齊藤ジョニー、竹渕慶                   | 2015年9月19日・21日             |
| Unit Live #34 | （青山月見ル君想フ） | 竹渕慶、沙夜香、ワタナベシュウヘイ             | 2015年10月10日・11日            |
| Unit Live #35 | （青山月見ル君想フ） | 工藤秀平、沙夜香、マナミ                       | 2016年2月13日・14日             |
| Unit Live #36 | （青山月見ル君想フ） | 齊藤ジョニー、竹渕慶、マナミ                   | 2016年3月19日・21日             |
| Unit Live #37 | （青山月見ル君想フ） | 工藤秀平、沙夜香、ワタナベシュウヘイ           | 2016年4月29日・30日             |
| Unit Live #38 | （青山月見ル君想フ） | 工藤秀平、ワタナベシュウヘイ、齊藤ジョニー     | 2016年5月21日・22日             |
| Unit Live #39 | （青山月見ル君想フ） | 齊藤ジョニー、竹渕慶、マナミ                   | 2016年6月18日・19日             |
| Unit Live #40 | （青山月見ル君想フ） | 齊藤ジョニー、竹澤汀、沙夜香                   | 2016年9月24日                   |
| Unit Live #41 | （青山月見ル君想フ） | 工藤秀平、竹澤汀、ワタナベシュウヘイ           | 2016年11月19日                  |
| Unit Live #42 | （青山月見ル君想フ） | 沙夜香、ワタナベシュウヘイ、齊藤ジョ           | 2017年4月29日・30日             |
| Unit Live #43 | （青山月見ル君想フ） | 齊藤ジョニー、マナミ                           | 2017年5月27日                   |
| Unit Live #44 | （青山月見ル君想フ） | 齊藤ジョニー、竹渕慶、マナミ                   | 2017年7月29日・30日             |
| Unit Live #45 | （青山月見ル君想フ） | 工藤秀平、ワタナベシュウヘイ、齊藤ジョ         | 2017年8月26日・27日             |
| Unit Live #46 | （青山月見ル君想フ） | 沙夜香、竹渕慶、マナミ                         | 2017年9月23日・24日             |
| Unit Live #47 | （青山月見ル君想フ） | 工藤秀平、ワタナベシュウヘイ、マナミ           | 2017年10月21日・22日            |

#### Goose house的、対バンライブ!
| Goose house的、対バンライブ#1 | （青山月見ル君想フ） | 竹泽汀、齐藤ジョニー、マナミ         | 2015年1月17日・18日  |
| Goose house的、対バンライブ#2 | （青山月見ル君想フ） | 竹泽汀、齐藤ジョニー、竹渕庆         | 2016年1月16日・17日  |
| Goose house的、対バンライブ#3 | （青山月見ル君想フ） | 竹泽汀、ワタナベシュウヘイ、マナミ   | 2016年8月6日・7日    |
| Goose house的、対バンライブ#4 | （青山月見ル君想フ） | ワタナベシュウヘイ、沙夜香、齊藤ジョ | 2016年12月17日・18日 |
| Goose house的、対バンライブ#5 | （青山月見ル君想フ） | 工藤秀平、ワタナベシュウヘイ、沙夜香 | 2017年6月24日        |
| Goose house的、対バンライブ#6 | （青山月見ル君想フ） | ワタナベシュウヘイ、マナミ、工藤秀平 | 2017年10月21日       |

#### Goose house的アコースティック2マンライブ
| 第一夜 | （青山月見ル君想フ） | 沙夜香、工藤秀平           | 2016年10月18日 |
| 第二夜 | （青山月見ル君想フ） | 齊藤ジョニー、片平里菜     | 2016年10月19日 |
| 第三夜 | （青山月見ル君想フ） | 竹澤汀、ワタナベシュウヘイ | 2016年10月20日 |
| 第四夜 | （青山月見ル君想フ） | マナミ、竹渕慶             | 2016年10月21日 |

### SOLO Live
- 2014年6月21日（代官山LOOP）/ マナミ「ストローク・タイム」
- 2014年10月26日（東京キネマ倶楽部）/ 竹澤汀「Autumn and Winter」
- 2015年7月11日（STUDIO38）/ 竹澤汀「ソラの部屋」
- 2016年1月30日（STAR ROUNGE）,2月4日（Music Club JANUS）,2月11日（仙台Park Square）/ 齊藤ジョニー『She is』ソロワンマンツアー

## 其他活動
- Twitter會議
- 迷你LIVE&握手會
TOWER RECORDS新宿店（2012年12月14日）
- 繪本《貓的靈魂》[403]（[404]）發售紀念迷你LIVE＋簽名會
代官山蔦屋書店（2013年7月21日）/　竹澤汀、マナミ、沙夜香[405]

## 音樂作品

### 單曲
| 張數 | 發行日         | 名稱                                     | 格式                         | 規格號碼             | Oricon最高排行        |
| ---- | -------------- | ---------------------------------------- | ---------------------------- | -------------------- | --------------------- |
| 1st  | 2014年2月19日  | Goose house Phrase #08                   | 12cmCD12cmCD+DVD（期間限定） | SRCL-8471SRCL-8472/3 | 日榜：9位 週榜：14位  |
| 2nd  | 2014年11月19日 | Goose house Phrase #09                   | 12cmCD12cmCD+DVD（期間限定） | SRCL-8640SRCL-8641/2 | 日榜：4位 週榜：11位  |
| 3rd  | 2015年12月9日  | Goose house Phrase #12 LOVE & LIFE       | 12cmCD12cmCD+DVD（期間限定） | SRCL-8952SRCL-8950/1 | 日榜：8位 週榜：13位  |
| 4th  | 2016年8月10日  | Goose house Phrase #13 Fly High, So High | 12cmCD12cm2枚組（期間限定）  | SRCL-9129SRCL-9127/8 | 日榜：12位 週榜：18位 |
| 5th  | 2017年1月6日   | Goose house Phrase #14 屬於我們的自我    | 12cmCD12cmCD+DVD（期間限定） | SRCL-9286SRCL-9284/5 | 日榜：2位 週榜：9位   |
| 6th  | 2017年11月22日 | Goose house Phrase #16 笑容的花朵        | 12cmCD                       | SRCL-9624            | 日榜：20位 週榜：29位 |

### 迷你專輯
| 張數 | 發行日                      | 名稱                       | 備註                              | 格式   | 規格號碼 |
| ---- | --------------------------- | -------------------------- | --------------------------------- | ------ | -------- |
| 1st  | 2011年6月26日 2011年6月27日 | Goose house Phrase #01     | 唱片先行発售 限定數量唱片附有簽名 | 12cmCD | GH-001   |
| 2nd  | 2011年11月13日              | Goose house Phrase #02 Sky | 限定數量唱片附有簽名              | 12cmCD | GH-002   |

### 完整專輯
| 張數 | 發行日         | 名稱                                  | 備註 | 格式   | 規格號碼                                | Oricon周榜 |
| ---- | -------------- | ------------------------------------- | --- | ------ | --------------------------------------- | ---------- |
| 1st  | 2012年5月23日  | Goose house Phrase #03 Wandering      | 限定數量唱片附有簽名 預訂者限定先行発售                                                                                  | 12cmCD | GH-003                                  | 61位       |
| 2nd  | 2012年10月24日 | Goose house Phrase #04 Beautiful Life | 附有預訂特典 | 12cmCD | GHCD-003                                | 35位       |
| 3rd  | 2013年7月30日  | Goose house Phrase #07 Soundtrack?    | 附有預訂特典 2013年7月24日，其中收錄的歌曲仲夏的任務（真夏のミッション）在iTunes、永遠的8月在mora先行配信                                | 12cmCD | GHCD-20                                 | 17位       |
| 4th  | 2015年2月25日  | Goose house Phrase #10 Milk           | 與 Phrase #11 Bitter 同時發售，內附2015年4月份Ustream Live參加權抽獎貼紙 深藍之街 (コバルトの街) 在2013年2月18日先行配信 | 12cmCD | SRCL-8750/1 (CD+DVD限定盤)、SRCL-8752   | 8位        |
| 5th  | 2015年2月25日  | Goose house Phrase #11 Bitter         | 與 Phrase #10 Milk 同時發售，內附2015年4月份Ustream Live參加權抽獎貼紙 春之日-合唱-在2013年2月4日先行配信                | 12cmCD | GHCD-0030                               | 12位       |
| 6th  | 2017年2月22日  | Goose house Phrase #15 HEPTAGON       | 數量限定唱片附有海報 | 12cmCD | SRCL-9323/4 (CD+DVD限定盤)、SRCL-9325   | 14位       |
| 7th  | 2018年4月11日  | Goose house Phrase #17 Flight         | | 12cmCD | SRCL-9722/3 (初回生產限定盤)、SRCL-9724 | 19位       |

### 个人专辑合辑
| 張數 | 發行日       | 名稱                                  | 備註                                             | 格式    | 規格號碼 |
| ---- | ------------ | ------------------------------------- | ------------------------------------------------ | ------- | -------- |
| 1st  | 2016年7月6日 | 恋愛小説と、通過列車と、 1gのため息。 | 附有預訂特典胸章（印有成員的照片，共七種類隨機） | 12 cmCD | ghsc-01  |

### 影像作品
| 張數 | 發行日         | 名稱           | 備註                                                                      | 格式   |
| ---- | -------------- | -------------- | ------------------------------------------------------------------------- | ------ |
| 1st  | 2012年11月21日 | Beautiful Life | 迷你專輯《Goose house Phrase #04 Beautiful Life》的預訂特點於部分商店發送 | 下載版 |

### 配信限定
|     | 發行日        | 名稱                                | 備註                  |
| --- | ------------- | ----------------------------------- | --------------------- |
| 5th | 2013年3月20日 | Goose house Phrase #05 この指とまれ | 3月13日於mora先行配信 |
| 6th | 2013年3月20日 | Goose house Phrase #06 サクラへ     | 3月13日於mora先行配信 |

### 參加作品
| 張數 | 歌手 | 發行日         | 名稱          | 備註              | 格式   | 規格號碼  |
| ---- | ---- | -------------- | ------------- | ----------------- | ------ | --------- |
| 1st  | YUI  | 2012年10月24日 | SHE LOVES YOU | 翻唱YUI的歌曲LIFE | 12cmCD | SRCL-8135 |

## DVD
- 真っ白な図面とタイムマシン[406]
- 劇団TEAM‐ODAC 第18回本公演『真っ白な図面とタイムマシン』[407]

## 書籍
- 『真っ白な図面とタイムマシン』笠原哲平/著　Goose house/原案　発行元/TOブックス[408][409]

## 演出

### 電視節目
- ZIP!（2012年1月20日、日本電視台）[410]
- 這music TV（日语：musicる TV）（2012年4月30日、朝日電視台）
- 新進氣銳（日语：新進気鋭）（2012年5月12日、日本電視台）[411]
- めざましテレビ（フジテレビ、2014年11月26日）[412]
- ライブB♪（TBS电视台、2015年12月22日）[413]

### 廣播節目
- STROBE NIGHT（2012年6月5日、FM NACK5）
- STROBE NIGHT（2012年10月16日、FM NACK5）
- Midnight Rock City+R（2012年10月19日、FM NACK5）[414]
- STROBE NIGHT（2012年12月20日、FM NACK5）[415]
- The Music Now（ABCラジオ、2013年9月15日・16日）
- YOKOHAMA RADIO APARTMENT「カタコトラジオ」（FM YOKOHAMA、2014年6月5日）/工藤秀平・竹泽汀・齐藤ジョニー[416]
- 中西哲生のクロノス（TOKYO FM、2014年12月4日）/工藤秀平・竹泽汀[417]
- YOKOHAMA RADIO APARTMENT「カタコトラジオ」（FM YOKOHAMA、2015年2月12日）/竹渕庆・竹泽汀[418]
- レコメン!（文化放送、2015年3月2日）/齐藤ジョニー・マナミ
- レコメン!（文化放送、2015年12月7日）/工藤秀平・竹渕庆・マナミ
- YOKOHAMA RADIO APARTMENT「カタコトラジオ」（FM YOKOHAMA、2015年12月17日）/齐藤ジョニー・沙夜香・ワタナベシュウヘイ[419]
- 今夜もオトパラ！（ニッポン放送、2016年2月25日）/齐藤ジョニー・マナミ・竹泽汀[420]
- nana WELCOME TO OUR HOUSE（J-WAVE 2017年4月7日-)[421]

### CM
- freebit mobile『自由の先を、见に行こう。』篇[422]

### 舞台
- Goose house×剧团TEAM-ODAC《真っ白な図面とタイムマシン》（2014年3月8日 - 3月16日、青山円形剧场）[423]
- 劇団TEAM-ODAC第18回本公演 《真っ白な図面とタイムマシン》(再演)（2015年8月26日 - 8月31日、紀伊国屋剧场）[424]

## Tie-up
| 起用年 | 曲名                             | 搭配                                             | 收錄作品               |
| ------ | -------------------------------- | ------------------------------------------------ | ---------------------- |
| 2012年 | Sing                             | Android・iOS版遊戲《絕對☆星》主題曲              | Goose house Phrase #01 |
| 2013年 | CHANGE!!                         | Welcome to YouTube Space Tokyo                   | Goose house Phrase #04 |
| 2013年 | Sing                             | CM freebit mobile 《自由の先を、見に行こう。》篇 | Goose house Phrase #01 |
| 2014年 |                                  | 電視動畫《銀之匙 Silver Spoon》第2期片尾曲       |                        |
| 2014年 | 電視動畫《四月是你的謊言》片頭曲 |                                                  |                        |

## 外部連結
- 官方网站
- Sony Music Japan（页面存档备份，存于）
- Goose house（页面存档备份，存于） - Ustream
- YouTube上的
- Goose house的Facebook專頁
- Goose house的X（前Twitter）
- d-ize的X（前Twitter）
- 竹淵慶的X（前Twitter）
- 工藤秀平的X（前Twitter）
- 神田莉緒香的X（前Twitter）
- 竹澤汀的X（前Twitter）
- マナミ的X（前Twitter）
- 沙夜香的X（前Twitter）
- 渡邊修平1的X（前Twitter）
- 渡邊修平2的X（前Twitter）
- 木村正英的X（前Twitter）
- 齊藤Johnny的X（前Twitter）